# Čižatice
Čižatice es un municipio situado en el distrito de Košice-okolie, en la región de Košice, Eslovaquia. Tiene una población estimada, en septiembre de 2023, de 404 habitantes.
Está ubicado en el centro de la región, en la cuenca hidrográfica del río Sajó (afluente derecho del Tisza) y cerca de la frontera con la región de Prešov y con Hungría.

## Demografía
| Año        | 1994 | 2004    | 2014    | 2024    |
| ---------- | ---- | ------- | ------- | ------- |
| Población  | 362  | 364     | 385     | 409     |
| Diferencia |      | +0,55 % | +5,76 % | +6,23 % |

| Año        | 2023 | 2024    |
| ---------- | ---- | ------- |
| Población  | 403  | 409     |
| Diferencia |      | +1,48 % |